# Maria (Atoll)
Das Atoll Maria (franz.: Ilôts Maria oder Îles Maria), auch als Hull Island oder Nororotu bekannt, ist eine Gruppe von vier unbewohnten Inseln, die zu den Austral-Inseln, genauer zur Gruppe der Tubuai-Inseln im südlichen Pazifischen Ozean gehört. Die Inseln sind die am weitesten westlich und nördlich gelegenen der Austral-Gruppe. Zur besseren Unterscheidung von Maria Est (Maria Ost) wird das Atoll gelegentlich auch Maria Ouest (Maria West) genannt.

## Geographie
Maria ist ein in seiner Entwicklung weit fortgeschrittenes Atoll, das geologisch älteste der Tubuai-Gruppe, dessen vulkanische Zentralinsel bereits vor langer Zeit versunken ist. Nur die vier dem Saumriff aufsitzenden Motus sind übrig geblieben. Die von einem ringförmigen Riff umgebene Lagune ist bereits weitgehend verlandet.

### Inseln
Die einzelnen Inseln sind auf Französisch nach ihrer Lage im Atoll benannt, sie haben aber auch polynesische Namen:
| Motu            | polynesisch | Kataster- Fläche (m²) | Koordinaten                       |
| --------------- | ----------- | --------------------- | --------------------------------- |
| Île du Sud      | Tapuata     | 352188                | 21° 49′ 14,6″ S, 154° 41′ 55,0″ W |
| Île Centrale    | Tanimanu    | 173829                | 21° 48′ 44,0″ S, 154° 42′ 38,2″ W |
| Île de l' Ouest | Tinimanu    | 83063                 | 21° 48′ 47,2″ S, 154° 43′ 15,7″ W |
| Île du Nordêt   | Haerai      | 800132                | 21° 48′ 06,5″ S, 154° 41′ 48,6″ W |
| Atoll Maria     | Nororotu    | 1409212               | 21° 48′ 34,8″ S, 154° 42′ 15,9″ W |

Île du Nordêt, die größte der vier, misst lediglich 2 × 1 km. Alle Inseln bestehen aus Korallensand und -trümmern und ragen nur wenig über die Meeresoberfläche hinaus. Sie haben eine Landfläche von zusammen 1,41 km². Die Fläche der Lagune misst fünf Quadratkilometer.

## Flora und Fauna
Der Botaniker Raimond Fosberg von der University of Hawaii besuchte Maria im Jahr 1934 und fand ein ungestörtes Habitat vor. Alle vier Inseln des Atolls waren von einem offenen tropischen Wald bedeckt, der sich hauptsächlich aus Pisonia grandis, Heliotropen der Art Heliotropium arboreum (Synonyme: Argusia argentea und Tournefortia argentea) und Pandanus tectorius zusammensetzte. In den Randbereichen wuchsen Büsche von Scaevola taccada.
Mittlerweile ist die Flora von Maria nicht mehr unberührt. Im Auftrag der Administration Französisch-Polynesiens untersuchte eine biologische Forschungsexpedition am 11. und 12. April 2003 alle vier Motu des Maria-Atolls mit dem vorrangigen Ziel, das Vorkommen bedrohter Vogelarten zu ermitteln. Die Wissenschaftler registrierten einen Bewuchs mit nur 24 indigenen Gefäßpflanzen (4 Farnarten und 20 Samenpflanzen). Zudem waren auf den Inseln drei Spezies von Kulturpflanzen zu finden, die wahrscheinlich in den späten 1930er bis 1980er Jahren eingebracht wurden, als man auf der Île du Nordêt Kokospalmen ansiedelte. Die aufgegebenen, heute mit Sekundärbewuchs dicht überwucherten Plantagen bedecken etwa die Hälfte der Landfläche der Nordinsel und einen kleinen Teil der Südinsel. Die Pflanzendecke der beiden übrigen Inseln ist weitgehend ungestört.
Maria beherbergt mehrere Meeresvogelarten in bedeutenden Beständen, von denen die Rotschwanz-Tropikvögel, Fregattvögel, Weißbauchtölpel und Rotfußtölpel auch dort brüten. Die Präsenz der Pazifischen Ratte (Rattus exulans) lässt darauf schließen, dass die Inseln zumindest zeitweilig von Polynesiern besucht wurden. Eine Vielzahl von Landeinsiedlerkrebsen hat sich in den aufgegebenen Kokosplantagen angesiedelt, sie sind aber auch in den altheimischen Hainen von Pandanus tectorius und Neisosperma oppositifolia (Synonym: Ochrosia oppositifolia) zu finden, wo sie sich von den herabgefallenen Füchten ernähren.

## Geschichte
Da es keinerlei Süßwasservorkommen gibt, war Maria wahrscheinlich niemals dauerhaft bewohnt. Der neuseeländische Anthropologe Peter Buck vermutete jedoch, dass die Inseln als Landmarke und Zwischenstation auf den Handelsreisen der frühen Polynesier zwischen den südlicher gelegenen, bewohnten Austral- und den Cookinseln gedient haben könnten. Gezielte archäologische Untersuchungen erfolgten bisher nicht.
Eine überlieferte Sagensammlung von Rurutu, Ende des 19. Jahrhunderts in Schriftform übertragen, berichtet von der Reise des Königssohnes Amaiterai, einem mythischen Helden der Insel. Er wird von seinem Vater ans „Ende der Welt“ geschickt, um göttliche Weisheit zu erlangen. Auf dem Weg zurück über Neuseeland und die Cookinseln berührt er auch das Atoll Maria, wo er einen Marae gründet, bis sich schließlich auf Rurutu seine Mission erfüllt, und er die Regentschaft von seinem Vater übernimmt. Der Franzose Jean Guilin, Autor eines Reiseführers über die Australinseln, schließt daraus, dass Maria einst besiedelt war. Bislang gibt es jedoch keinen archäologischen Beweis für den Wahrheitsgehalt dieser Legende.
Die Insel Maria gehörte zum – bis 1889 unabhängigen – Königreich Rimatara. Rimatara unterstellte sich erst am 29. März 1889 unter Königin Tamaeva IV. dem Protektorat von Frankreich. Die endgültige Annexion erfolgte 1900, zusammen mit Rimatara wurde Maria französische Kolonie.
Das Atoll ist nach dem Walfangschiff Maria aus Nantucket benannt, dessen Kapitän George Washington Gardner (1778–1838) es 1824 entdeckte.
Ein weiterer früher Besucher war Lieutenant Commander John Percival (3. April 1779 – 7. September 1862), auch Mad Jack Percival genannt, Kommandeur der USS Dolphin. Die Dolphin durchquerte den Pazifik auf der Suche nach den Meuterern des amerikanischen Walfangschiffes Globe. Am 4. Juli 1826 erreichte die Dolphin die Insel Maria und setzte zwei Beiboote aus, die das Atoll umrundeten. Am Strand der Nordinsel sammelten die Matrosen binnen kürzester Zeit eine Menge Vogeleier, da die Vögel sehr zahlreich und völlig ohne Scheu vor dem Menschen waren. Das Inselinnere betraten die Männer nicht, sie fanden auch keinen Hinweis auf Bewohner. Percival, der sich für den Erstentdecker hielt, taufte die Insel „Hull“, nach Kommodore Isaac Hull (9. März 1773 – 13. Februar 1843), dem Oberbefehlshaber der United States Pacific Squadron.
John R. Sands, der Kapitän der Walfang-Bark Benjamin Tucker, taufte die Insel am 19. Oktober 1845 „Sands Island“, da auch er sich für den Erstentdecker hielt.
Jules Dumont d’Urville passierte das Atoll mit seinem Schiff Astrolabe, ohne an Land zu gehen. Er schreibt in seinem Reisebericht über die Insel Maria:

„Jenseits von Rimatara, bei 21° 48' südlicher Breite und 157° 14' östlicher Länge, liegt eine vom Ozean umgebene kleine Insel mit einem Korallensaum, der von Brechern bedrängt wird. [Sie ist] eine Meile lang und etwa dreihundert Meter breit. Ihre Oberfläche war mit Gestrüpp bedeckt.“

## Politik und Verwaltung
Die unbewohnten Inseln werden von der Teilgemeinde (commune associée) Amaru der Gemeinde Rimatara (Commune de Rimatara) verwaltet und gehören politisch zu Französisch-Polynesien.
Einer neueren Quelle zufolge gehören nur (noch) Île du Nordêt/Haerai und Île Centrale/Tanimanu zu Amaru, Gemeinde Rimatara, während Île du Sud/Tapuata und Île de l' Ouest/Tinimanu zu xxx, Gemeinde Rurutu gehören.